# Dolus-le-Sec

Dolus-le-Sec este o comună în departamentul Indre-et-Loire, Franța. În 1 ianuarie 2022 avea o populație de 657 de locuitori.